# ジョアン・モンテイロ
ジョアン・ペドロ・アンドラーデ・セルガス・モンテイロ（João Pedro Andrade Selgas Monteiro、1983年8月29日 - ）は、ポルトガル・グアルダ出身の卓球選手。2019年の世界選手権ではティアゴ・アポローニャとのダブルスで銅メダルを獲得した。
2013年にルーマニアの女子卓球選手ダニエラ・ドデアンと結婚した。